# Hanti- és Manysiföld
Hanti- és Manysiföld (oroszul: Ханты-Мансийский автономный округ – Югра) Oroszország jogalanyainak egyike (szubjekt), autonóm közigazgatási egység az Urál-hegységtől keletre, közigazgatásilag a Tyumenyi terület része. Nevét a két őslakos finnugor népről, a hantikról és a manysikról kapta.
Délen a Tyumenyi terület egyes járásaival, északon a szintén a Tyumenyi területhez tartozó Jamali nyenyec autonóm körzettel, keleten a Krasznojarszki határterülettel, keleten és délkeleten a Tomszki területtel, délnyugaton a Szverdlovszki területtel, nyugaton Komifölddel határos. Székhelye Hanti-Manszijszk.
Területe: 523 100 km², lakossága: 1 432 800 fő (2002), 1 469 000 fő (2005).

## Természetföldrajz

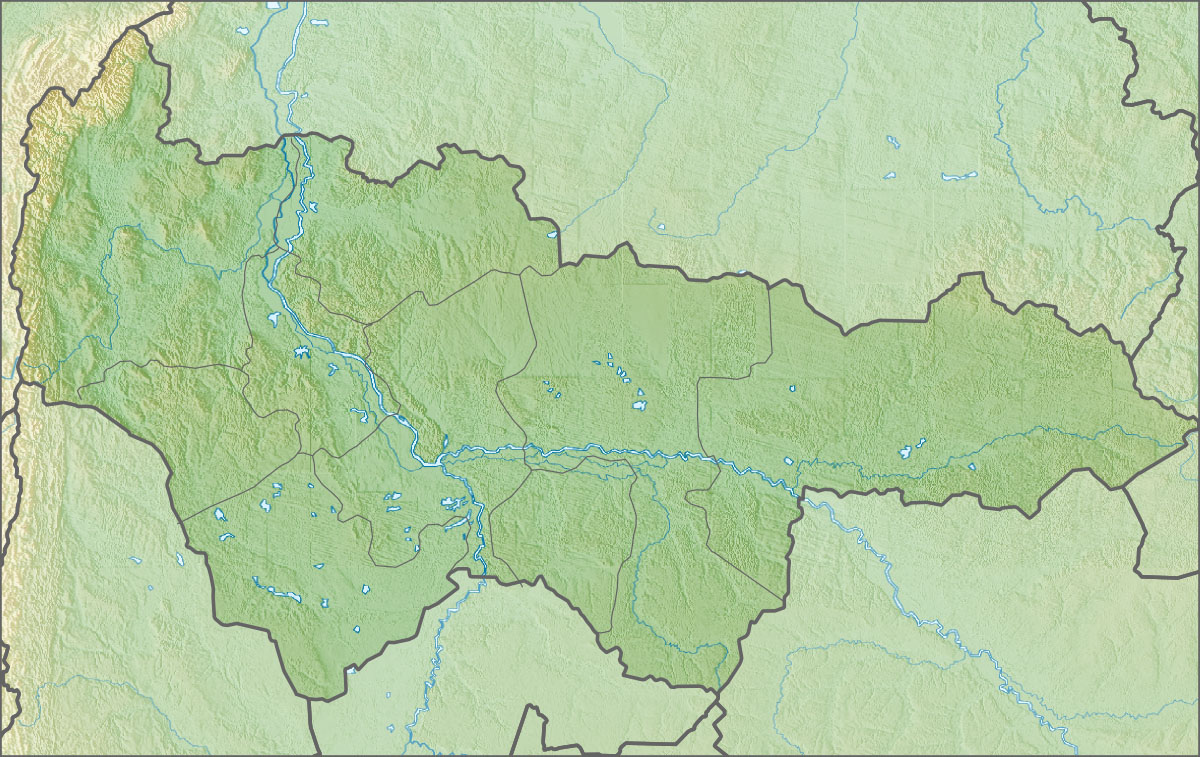
A Hanti–Manysi Autonóm Körzet domborzati térképe

### Domborzat
A körzet Szibériában, az Északi-Uráltól keletre, az Ob folyó középső és alsó folyása mentén fekszik. A hatalmas Nyugat-szibériai-alföld központi részét képező Közép-Ob-alföld alacsonyan fekvő vidék, tengerszint feletti magassága 50–80 m. A síkságot az egykori tenger üledéke, jégkorszaki olvadékvizek és folyók hordaléka töltötte fel. Sima felszínét kissé kiemelkedő morénaszigetek teszik változatosabbá, kiterjedt mocsaras részek és apró tavak sokasága borítja. Északon az enyhén hullámos felszínű Szibériai-hátság határolja, átlagos magassága alig haladja meg az alföldét (100–150 m), de itt ez is elegendő ahhoz, hogy vízválasztót képezzen az észak felé és a délre, a Középső-Ob felé futó folyók között. Az Ob és az Irtis találkozásától nyugatra fekvő Konda-alföld lapos, sík felszínének jelentős része láp és mocsár; északon alacsony, dombos hátságba megy át, mely az Urál előhegyeiig nyúlik. Ezen a részen a körzet nyugati természetes határa az Északi- és a Sarkközeli-Urál hegyvidékének gerincén halad, itt van a körzet legmagasabb pontja, a Nyerujka (1646 m).

### Ásványkincsek

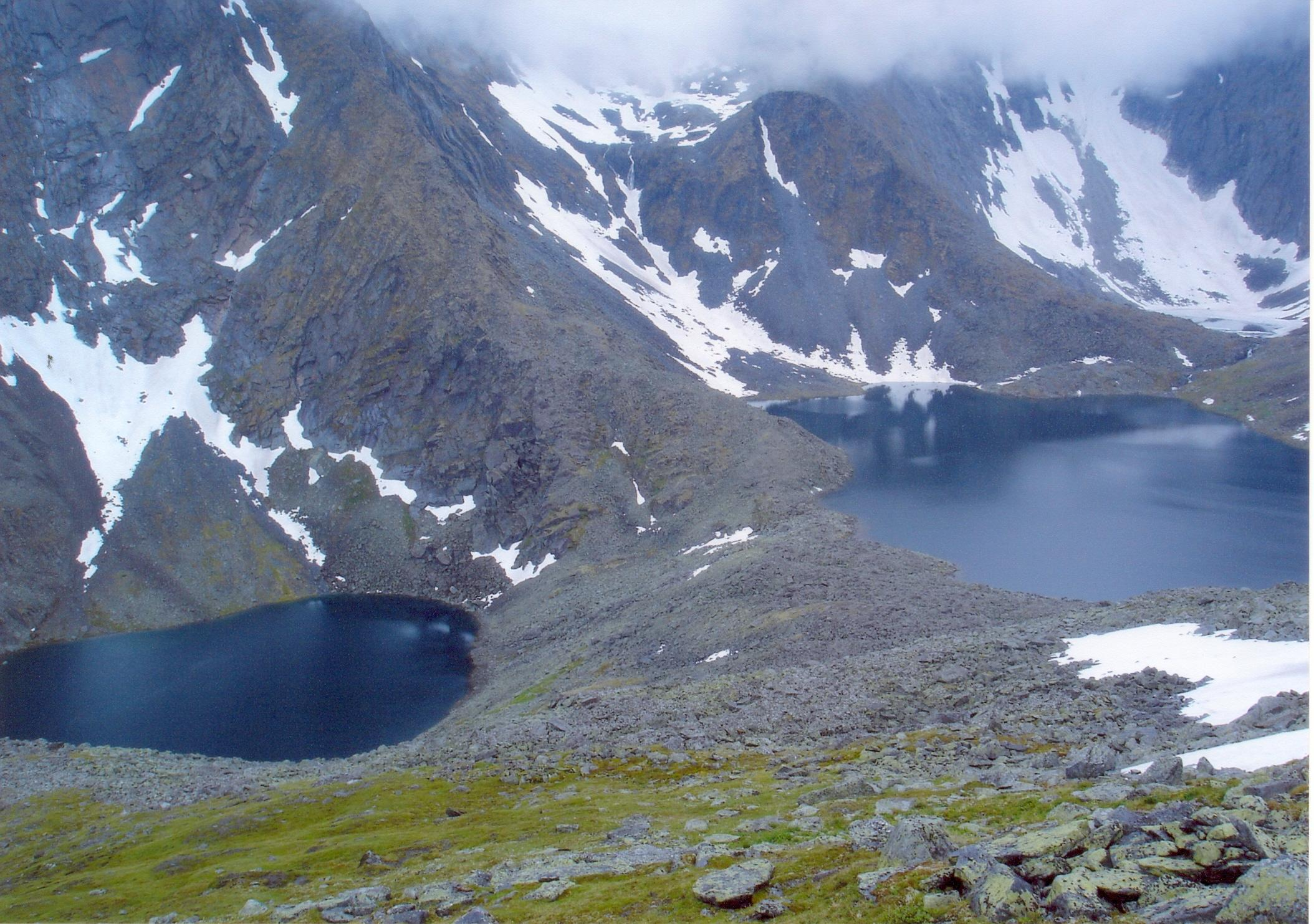
Hegyi tavak, havas csúcsok Szaranpaul mellett

A körzet üledékes eredetű ásványkincsekben rendkívül gazdag. Legfontosabb ásványkincse a kőolaj és a földgáz, a kettő gyakran együtt fordul elő; itt vannak Oroszország legnagyobb feltárt olajmezői. Az első földgáz- és kőolajmezőket az 1950-es években fedezték fel a körzet északnyugati, nyugati vidékein: előbb Berjozovónál földgázt, majd a Konda és a Szoszva folyók környékén kőolajat. A következő évtizedben már a jóval nagyobb Közép-Ob menti olajmezőket találták meg: a folyó északi partján Megion, Szurgut, a déli parton Nyeftyejuganszk körzetében. A legnagyobb olajmező az északi parti Szamotlor-tó vidékén, Nyizsnyevartovszk mellett található, kiterjedt földgázmező húzódik a Vah folyó völgyében.
A szénhidrogéneken kívül vasérc, réz-, cink- és ólomérc, tantál lelőhelyeket is tártak fel, kőszén nagyobb mennyiségben az Északi-Szoszva völgyében fordul elő. A lápokban igen nagy készletek állnak rendelkezésre tőzegből is, de hasznosításukhoz az olajban bővelkedő területen nem fűződnek jelentős gazdasági érdekek.

### Éghajlat
Az éghajlat szélsőségesen kontinentális. A terület észak felől teljesen nyitott, a Jeges-tenger felől érkező hideg légtömegek elárasztják az egész Nyugat-szibériai-alföldet. Zord és hosszú a tél, de viszonylag meleg a nyár. A januári középhőmérséklet –18-23 °C, a júliusi 16-20 °C között ingadozik, nyugatról kelet felé fokozatosan csökken. A csapadék évi mennyisége 500 mm körül alakul; az Urál előhegyeiben több, kelet felé távolodva egyre kevesebb. A legtöbb csapadék a nyári hónapokban hull. A tenyészidő átlag 120-130 napig tart.

### Vízrajz
A körzet központi folyója Nyugat-Szibéria legnagyobb folyama, az Ob. Középső szakaszán kelet-nyugati irányban szeli át a körzetet, balról itt torkollik belé legnagyobb mellékfolyója, az Irtis. Torkolata alatt az Ob egyre több mellékágat képez, északnyugat felé, majd észak felé fordul, és alsó szakaszán két nagy ágra (Kis- és Nagy-Ob) és rendkívül sok kis ágra bomolva folytatja útját a Kara-tenger felé.
A folyók mind az Ob vízrendszeréhez tartoznak és – főfolyójukhoz hasonlóan – általában alföldi jellegűek: széles völgyben, alacsony eséssel, sok kis mellékágat képezve kanyarognak. A folyóvölgyeket sok helyen holtágakból alakult apró tavak, ártéri mocsarak borítják.

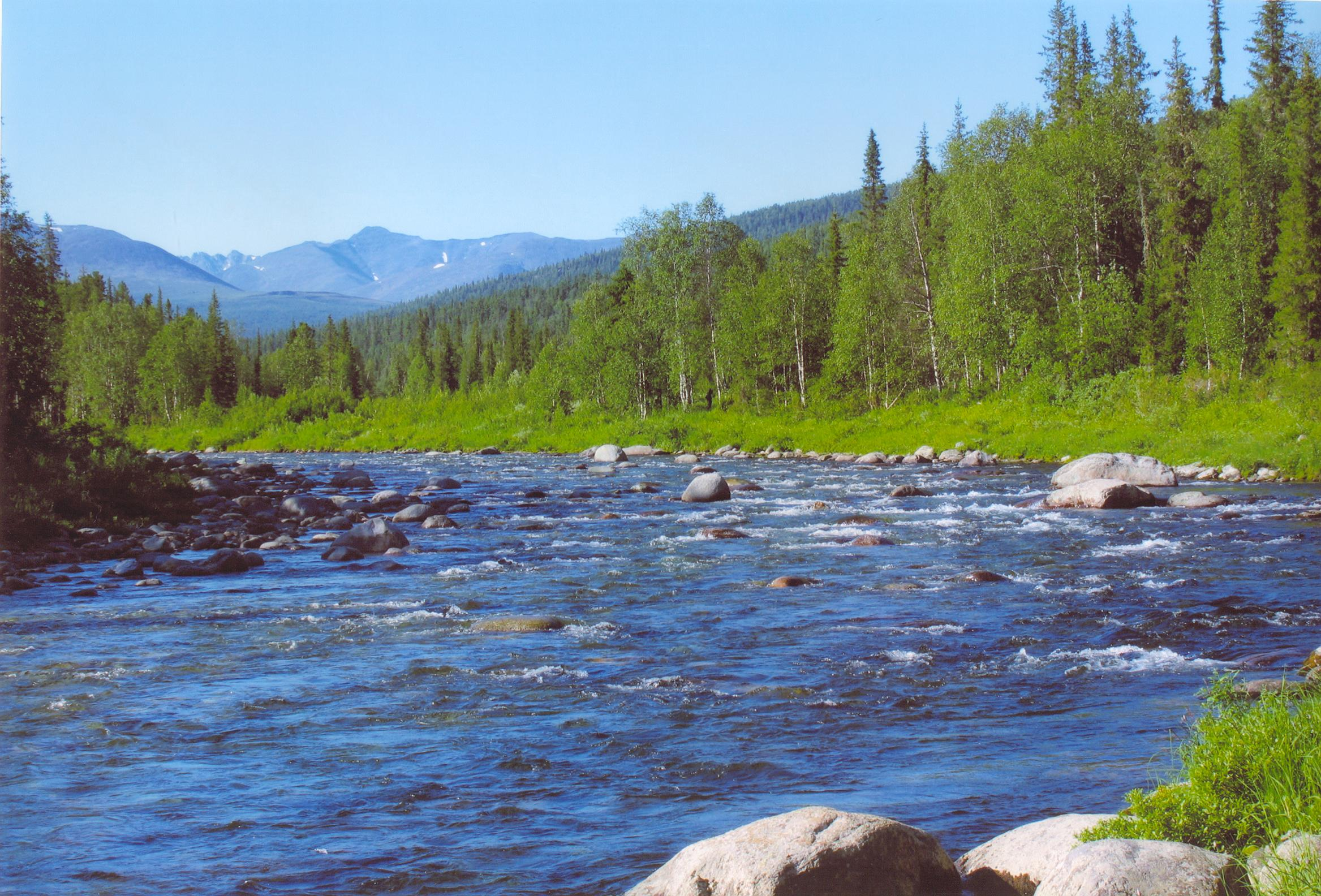
Folyó északnyugaton, Szaranpaul városka mellett

- A körzet legnagyobb folyóinak többsége közvetlenül az Obba torkollik. Jobb oldali mellékfolyók:
  - a Vah, az autonóm körzet keleti határán ered és Nyizsnyevartovszk fölött ömlik az Obba
  - Szurgut alatt az Ob egy északi és egy déli ágra oszlik, itt az északi mocsaras vidékről érkeznek jobb oldali mellékfolyói:
    - a Pim
    - a Ljamin
    - és a Nazim, mely kevéssel az Irtis torkolata előtt ömlik az Obba

  - a Kazim az északi részek vizeit gyűjti össze és kelet felől ömlik a Nagy-Obba
- Bal oldali mellékfolyók:
  - az Irtis, alsó szakaszának egy kisebb része folyik a körzetben; partján, a torkolat közelében fekszik a közigazgatási központ, Hanti-Manszijszk
    - a Konda az Irtis itteni legnagyobb mellékfolyója, a nyugati mocsaras területeken vizeit szállítja az Irtis felé

  - a Nagy-Jugan a körzet déli tájairól érkezik, Nyeftyejuganszk mellett ömlik az Obba
  - az Északi-Szoszva a körzet nyugati határán ered, az északnyugati vidéken át kanyarog és a Kis-Obba ömlik.

A folyók télen befagynak, a tavaszi olvadáskor szélesen megáradnak, ilyenkor vizük gyakran a környező mocsárvilágot is elönti. A körzet vízrajzának egyik sajátsága a rendkívül sok sekély vizű tó, melyek nemcsak a folyók árterében, hanem a mocsaras-lápos részeken is sűrűn fordulnak elő és néhol egész rendszereket alkotnak.

### Növény- és állatvilág
Az erdőkkel borított terület helyi adatok szerint 27,8 millió ha, ez a körzet összterületének több mint a fele. Az erdők 80%-a tűlevelű, valamivel több mint fele erdeifenyő; a lombos fajok közül legelterjedtebb a nyír (15%).
A körzet északi részére az erdős tundra övezet jellemző, ahol a folyók völgyében cserjék, bozótosok nőnek, a kissé magasabb részeken törpefenyők, főként szibériai vörösfenyő és lucfenyő. Délebbre az erdős tundra az erdőövezetbe megy át, ami főként tűlevelű fajokból álló tajga, ide tartozik az autonóm körzet legnagyobb, alföldi része. Az övezet északi területein ritkább és ezért világosabb a tajga, jellegzetes fafaja a láptalajokon is megélő erdeifenyő, mely gyakran más fenyőfajokkal keveredik. Hatalmas területeket borít mocsár, sík- és dagadóláp. A Középső-Ob vonalától délre a tajga sűrűbbé, sötétebbé válik, összetétele főként szibériai lucfenyő, kisebb részben cirbolya- és jegenyefenyő, de itt már nagy számban jelennek meg lombos fajok is, elsősorban a nyír és a nyárfa.
Eltérő a kép az Északi- és a Sarkközeli-Urál keleti oldalán, a körzet északnyugati határán. A törpefenyőkből álló erdő 600 m-ig, északon 400 m magasságig terjed, ott fokozatosan hegyi tundrába megy át. A felszínt itt törpecserje, feljebb már csak moha, zuzmó borítja, a köves tundra növényvilága ennél is ritkább. 900–1000 m fölött, a magashegységi részeken kopár, sziklás és kőtörmelékkel borított területek az uralkodók.
Az állatvilág a tajga tipikus lakóiból áll, de részletes felmérése még nem történt meg. A ragadozó macskafélék egyetlen itteni képviselője a hiúz, az egész körzetben legfeljebb 100 egyed él. Szintén ritkán fordul elő a farkas, barna medvét a Nagy-Jugan környéki védett területen tartanak nyilván. Az erdőkben élő rénszarvas csak az Urál keleti oldalának vidékén és a Nagy-Jugan medencéjének védett területein található, az ember jelenléte miatt valószínűleg már nem sokáig. Nagy számban fordul elő hermelin, valamivel ritkábban vidra, szibériai nyérc, rozsomák, a Kis-Szoszva Természetvédelmi Területen menedékre talált a hód.
A körzetben kétszáznál több madárfajt tartanak nyilván, ezek kevés kivétellel itt fészkelők. A ragadozók közül főként a sólyomfélék kisebb fajai, mint a vörös- és a kék vércse fordulnak elő, ritkább a vándorsólyom és a halászsas. A vizes élőhelyekben, apró tavakban, folyókban gazdag körzetben különös sok a vízimadár. Az Ob védett szigetvilágában fészkelő, amúgy is ritka énekes hattyúk száma már fogyóban van, errefelé szintén ritka az eldugott kis tavaknál fészkelő tajgai vetési lúd.

## Történelem
Nyugat-Szibéria hatalmas területein kezdetben szamojéd népek éltek, később dél felől a finnugor hantik és manysik elődei telepedtek be. A mongol birodalom felbomlása után, a 14. században török-tatár kánság alakult Tyumeny, később Szibir székellyel, ez az államalakulat adóztatta, főként prémek formájában, az őshonos lakosságot. A folyóvölgyekben élő népcsoportok néhol fejedelemségekké szerveződtek, ilyen manysi fejedelemség volt a Konda és a Pelim, hanti fejedelemség a Kazim. A 12. század végétől több alkalommal novgorodi csapatok törtek be a nyenyecek, hantik, manysik által lakott vidékekre, melyeket a korabeli orosz évkönyvek Jugra néven említenek.

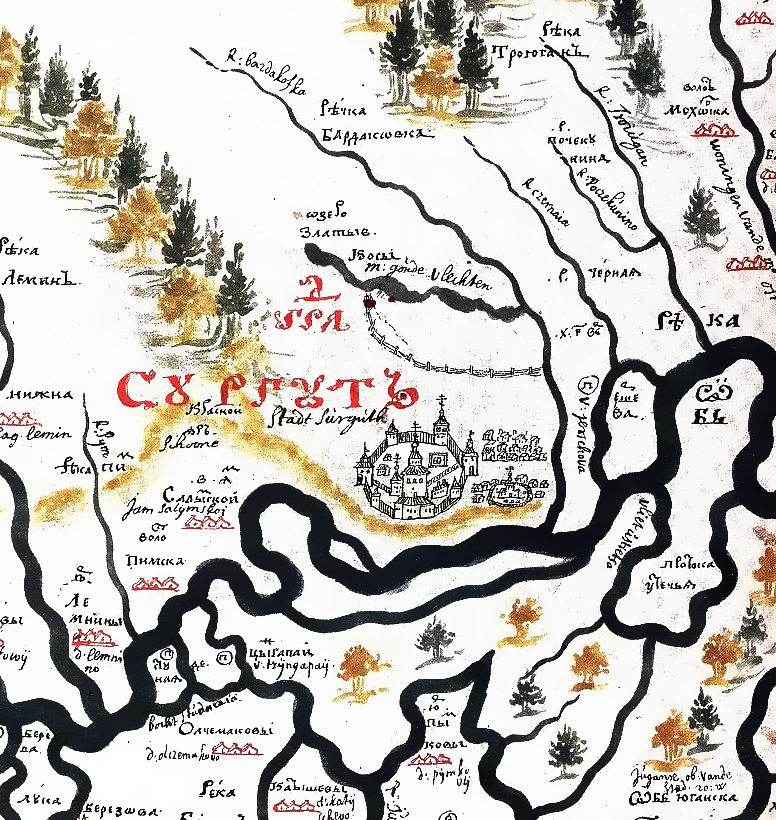
Szurgut térképe 1701-ből

Az orosz hódítás a 16. század második felében erősödött fel, miután Kazany bevételével megnyílt az út kelet felé. 1582-ben elfoglalták és lerombolták a tatár székhelyet, Szibirt, közelében 1587-ben megalapították Tobolszkot, mely hosszú időre a szibériai orosz területek közigazgatási központja lett. A mai Hanti-Manysi Autonóm Körzet északi részén 1593-ban alapították Berjozovót, középső részén 1594-ben Szurgutot. A 17. század elejére az orosz hódítás lényegében befejeződött. A következő évszázad elején erőteljes hittérítő akció kezdődött, ami együtt járt az obi-ugorok bálványainak, szent helyeinek feldúlásával.
1708-ban megalakították a Szibériai kormányzóságot, majd helyette 1775-ben a Tobolszki kormányzóságot. Az 1850-es években megindult a rendszeres gőzhajózás az Irtisen és az Obon. Szibéria távolabbi tájaira azonban a főútvonal, később pedig a vasút az erdős-mocsaras alföldet elkerülve, attól délre vezetett, így a térség jelentősége csökkent. Nem kezdődött komolyabb iparosítás, a hagyományos gazdálkodást folytató helyi népesség legfeljebb az orosz és a komi prémkereskedők ügyeskedésének prédája lett.
1918-ban Tyumeny lett a kormányzóság új székhelye, de 1923-ban feloszlatták a kormányzóságokat, és megalakult az Uráli terület, benne a Tobolszki körzet. A szovjet időszak elején a közigazgatás átszervezésében a nemzetiségi szempontokat is igyekeztek érvényesíteni. 1930 végén megalakították az Osztják-Vogul Nemzetiségi Körzetet, tíz évvel később neve a két nép önelnevezése alapján Hanti-manysi nemzetiségi körzet lett. Ez 1930 és 1934 között a Szverdlovszk székhelyű Urali területhez tartozott, majd 1934-ben a rövid életű, Tyumeny székhelyű Ob-irtisi területhez, ennek megszüntével pedig 1944-ig az Omszki területhez. Végül amikor 1944-ben létrehozták a Tyumenyi területet, a Hanti-Manysi nemzetiségi körzetet ehhez osztották be. A szovjet központi politikai vezetés azonban ekkorra már mindenütt a nemzetiségek kultúrájának visszaszorítására törekedett, szellemi vezetőit félreállította vagy megsemmisítette. Míg az 1920-as években még a nemzeti nyelvek cirill írásának bevezetése volt napirenden, addig az 1950-es évekre a társadalmi és gazdasági környezet egyre inkább az oroszosítás irányába hatott. 1977-ben a körzet nevét – a "nemzetiségi" szó "autonómra" cserélésével – Hanti-Manysi Autonóm Körzetre változtatták.
A földgáz- és olajmezők felfedezése, majd kiaknázása felértékelte a körzet gazdasági jelentőségét, gyorsan megváltoztatta arculatát. Megépült az első vasút, az első nagy hőerőmű, távvezetékeket fektettek le, a vasút és az olajmezők környékén több új város született, egyre gyorsult az új, főként orosz munkaerő tömeges beáramlása, az őslakosság részaránya pedig a körzet össznépességén belül minimálisra csökkent.
A Szovjetunió felbomlása után, 1993-ban az autonóm körzet jogilag Oroszország többi alanyával egyenrangú státust (szubjekt) kapott, miközben továbbra is a Tyumenyi terület része maradt. 2003. július 23-án hivatalos nevét a Jugra szóval toldották meg. Nem sokkal később az országban megkezdődött néhány autonóm körzet megszüntetése, de a folyamat ezt a körzetet egyelőre nem érte el.

## Népesség
A körzet lakossága 1 432 800 fő (2002), 1 469 000 fő (2005). Oroszország más területeivel ellentétben a lélekszám évtizedekig folyamatosan növekedett, 1959–1982 között csaknem hatszorosára nőtt. A növekedés üteme egyedül csak a „két főváros”, Moszkva és Szentpétervár növekedési üteméhez mérhető.
A népsűrűség nagyon alacsony, csupán 2,8 fő/km² (2005). A városi lakosság részaránya 90,9% (2005); ez a rendkívül magas arány azt is jelenti, hogy a városokon kívüli hatalmas, (Magyarországénál több mint 5,5-szer nagyobb) területen csupán 134 000 fő él, az így számított népsűrűség alig 0,27 fő/km².

### Nemzetiségi összetétel
| Nemzetiség | 1939         | 1939      | 1959         | 1959      | 1970         | 1970      | 1979         | 1979      | 1989         | 1989      | 2002         | 2002      | 2010         | 2010      |
| Nemzetiség | Létszám (fő) | Arány (%) | Létszám (fő) | Arány (%) | Létszám (fő) | Arány (%) | Létszám (fő) | Arány (%) | Létszám (fő) | Arány (%) | Létszám (fő) | Arány (%) | Létszám (fő) | Arány (%) |
| ---------- | ------------ | --------- | ------------ | --------- | ------------ | --------- | ------------ | --------- | ------------ | --------- | ------------ | --------- | ------------ | --------- |
| Hantik     | 12,238       | 13,1%     | 11,435       | 9,2%      | 12,222       | 4,5%      | 11,219       | 2,0%      | 11,892       | 0,9%      | 17,128       | 1,2%      | 19,068       | 1,3%      |
| Manysik    | 5,768        | 6,2%      | 5,644        | 4,6%      | 6,684        | 2,5%      | 6,156        | 1,1%      | 6,562        | 0,5%      | 9,894        | 0,7%      | 10,977       | 0,8%      |
| Nyenyecek  | 852          | 0,9%      | 815          | 0,7%      | 940          | 0,3%      | 1,003        | 0,2%      | 1,144        | 0,1%      | 1,290        | 0,1%      | 1,438        | 0,1%      |
| Komik      | 2,436        | 2,6%      | 2,803        | 2,3%      | 3,150        | 1,2%      | 3,105        | 0,5%      | 3,000        | 0,2%      | 3,081        | 0,2%      | 2,364        | 0,2%      |
| Oroszok    | 67,616       | 72,5%     | 89,813       | 72,5%     | 208,500      | 76,9%     | 423,792      | 74,3%     | 850,297      | 66,3%     | 946,590      | 66,1%     | 973,978      | 68,1%     |
| Ukránok    | 1,111        | 1,2%      | 4,363        | 3,5%      | 9,986        | 3,7%      | 45,484       | 8,0%      | 148,317      | 11,6%     | 123,238      | 8,6%      | 91,323       | 6,4%      |
| Tatárok    | 2,227        | 2,4%      | 2,938        | 2,4%      | 14,046       | 5,2%      | 36,898       | 6,5%      | 97,689       | 7,6%      | 107,637      | 7,5%      | 108,899      | 7,6%      |
| Egyéb      | 1,026        | 1,1%      | 6,115        | 4,9%      | 15,629       | 5,8%      | 43,106       | 7,6%      | 163,495      | 12,7%     | 223,959      | 15,6%     | 173,536      | 12,6%     |

A népszámlálás hivatalos adatai szerint tehát az őslakos hantik lélekszáma 2002-ben 17 000 fő, a manysik lélekszáma 9900 fő volt, együttvéve is az összlakosság alig 1,9%-a. A nagyobb lélekszámú hantik (korábbi nevükön: osztjákok) az Ob középső és alsó folyásának mindkét, de zömmel jobb partjának mellékfolyói mentén, a manysik (korábbi nevükön: vogulok) pedig az Ob alsó szakaszának bal oldali mellékfolyói mentén élnek. A nagyarányú olajkitermelés következtében azonban életterük jelentősen csökkent.

### A legnépesebb települések
A lélekszám 2007. január 1-jén (ezer fő):
| - Szurgut 289,8 - Nyizsnyevartovszk 242,0 - Nyeftyejuganszk 114,7 - Hanti-Manszijszk 63,2 - Kogalim 58,5 - Nyagany 55,6 - Megion 48,4 - Raduzsnij 47,8 - Uraj 42,4 - Pity-Jah 41,5 - Langepasz 41,2 | - Ljantor 37,4 - Jugorszk 32,0 - Pojkovszkij 29,6 - Szovjetszkij 25,2 - Belojarszkij 20,0 - Fjodorovszkij 18,7 - Pokacsi 16,8 - Izlucsinszk 16,6 - Belij Jar 14,4 - Mezsdurecsenszkij 11,6 - Nyizsnyeszortimszkij 10,6 (2003) - Novoaganszk 10,1 |

(A többi település 10 000 fő alatt.)

## Közigazgatás
A Hanti-Manysi Autonóm Körzet első kormányzója Alekszandr Vasziljevics Filipenko volt. 1950-ben született, útépítő mérnöki diplomát szerzett. Az 1970-es évek közepén főmérnökként dolgozott, majd marxizmus-leninizmus egyetemet és felsőfokú pártiskolát is végzett. 1989-ig a Hanti-Manysi Autonóm Körzetben különböző pártfunkciókat töltött be. 1989 óta 15 éven át megszakítás nélkül a körzet első számú vezetője volt. 2005 februárjában a körzeti Duma (parlament) további öt évre megerősítette hivatalában.
A következő periódusra azonban Dmitrij Medvegyev elnök nem Filipenkót, hanem Natalja Vlagyimirovna Komarovát jelölte kormányzónak, a körzeti Duma a jelölést egyhangúlag elfogadta. Komarova 2010. március 1-jén lépett hivatalba. 2015 őszén további öt évre újra megválasztották.

### Járások
| 1. Belojarszkiji járás 2. Berjozovói járás 3. Hanti-Manszijszki járás 4. Kondai járás 5. Nyeftyejuganszki járás | 6. Nyizsnyevartoszki járás 7. Oktyabrszkojei járás 8. Szovjetszkij járás 9. Szurguti járás |

A Hanti-Manysi Autonóm Körzet járásai

- Belojarszkiji járás (Белоярский район)
- Berjozovói járás (Берёзовский район)
- Hanti-Manszijszki járás (Ханты-Мансийский район)
- Kondai járás (Кондинский район)
- Nyeftyejuganszki járás (Нефтеюганский район)
- Nyizsnyevartoszki járás (Нижневартовский район)
- Oktyabrszkojei járás (Hanti- és Manysiföld) (Октябрьский район)
- Szovjetszkiji járás (Hanti- és Manysiföld) (Советский район)
- Szurguti járás (Сургутский район)

### Városok
- Hanti-Manszijszk – közigazgatási központ
- Belojarszkij
- Jugorszk
- Kogalim
- Langepasz
- Megion
- Nyagany
- Nyeftyjuganszk
- Nyizsnyevartovszk
- Pity-Jah
- Pokacsi
- Raduzsnij
- Szurgut
- Uraj

## Gazdaság

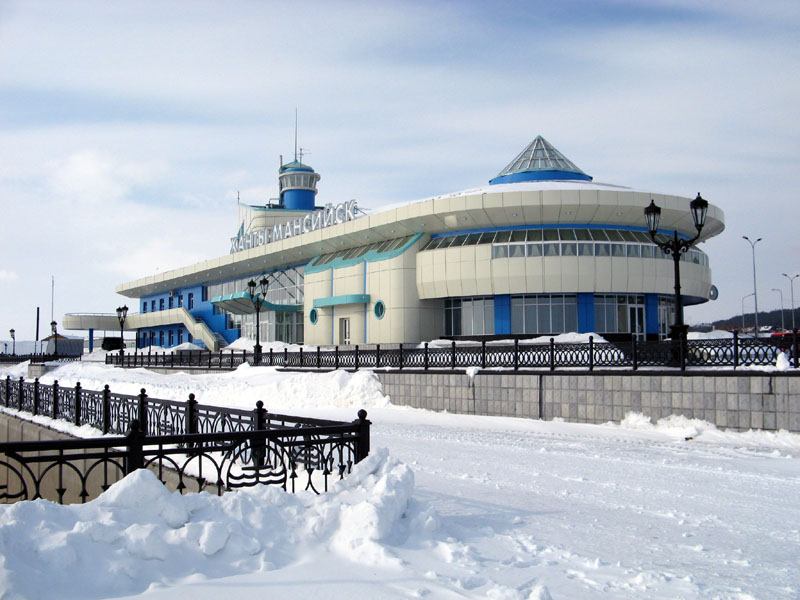
Hanti-Manszijszk, a hajókikötő épülete

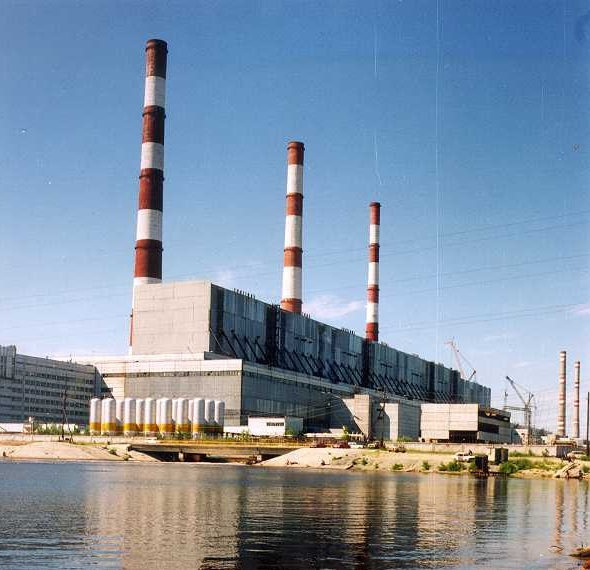
Szurgut, hőerőmű

Az autonóm körzet gazdasági életét alapvetően meghatározza az olaj, ezért az ipar szerkezete kevéssé változatos. Az ipar itt lényegében a kőolaj- és földgázkitermelő ipart jelenti, ami az ország számára alapvető jelentőségű. A szénhidrogén kitermeléséhez kapcsolódik a feldolgozóipar, például autóbenzin, dízelolaj és kerozin előállítása, az olajjal együtt feltörő kísérőgáz feldolgozása.
2007. január 1-jei adatok szerint a kitermelés kezdete, 1964 óta az autonóm körzetben összesen 8605 millió tonna kőolajat hoztak felszínre. 2006-ban 275,6 millió tonna kőolajat és 21,9 milliárd m3 földgázt termeltek ki, ez kőolajból a világ termelésének 7,2%-át, földgázból 4%-át tette ki. 2006-ban a körzet adta Oroszország kőolajtermelésének 57%-át, 278 lelőhelyén összesen átlag napi 755 000 tonna kőolajat bányásztak (a megelőző évben 734 000 tonnát).
Az energetikai ipar fontos része a Szurgutban működő két hőerőmű. A régebbi, 1. számú hőerőmű 3280 megawatt, a 2. számú 4800 megawatt teljesítményű, utóbbi Oroszország legnagyobb és a világ egyik legnagyobb hőerőműve, földgázzal és kísérőgázzal üzemel.
A körzet nyugati vidékein ma is számottevő egy régi iparág, a faipar: a fakitermelés és fafeldolgozás, valamint az ehhez kapcsolódó bútorgyártás. Helyi jelentőségű, de a városok nagy száma miatt különösen fontos az élelmiszeripar és az építőanyagipar.
Az energiahordozók termelése, az olajtársaságok adóbefizetései az autonóm körzetet a legdinamikusabban fejlődő oroszországi régiók közé emelték. Az egyoldalú gazdasági szerkezet azonban túlságosan kiszolgáltatottá teszi az olaj világpiaci árának, és a jelenleg még hatalmas olajkészletek is végesek.

### Közlekedés

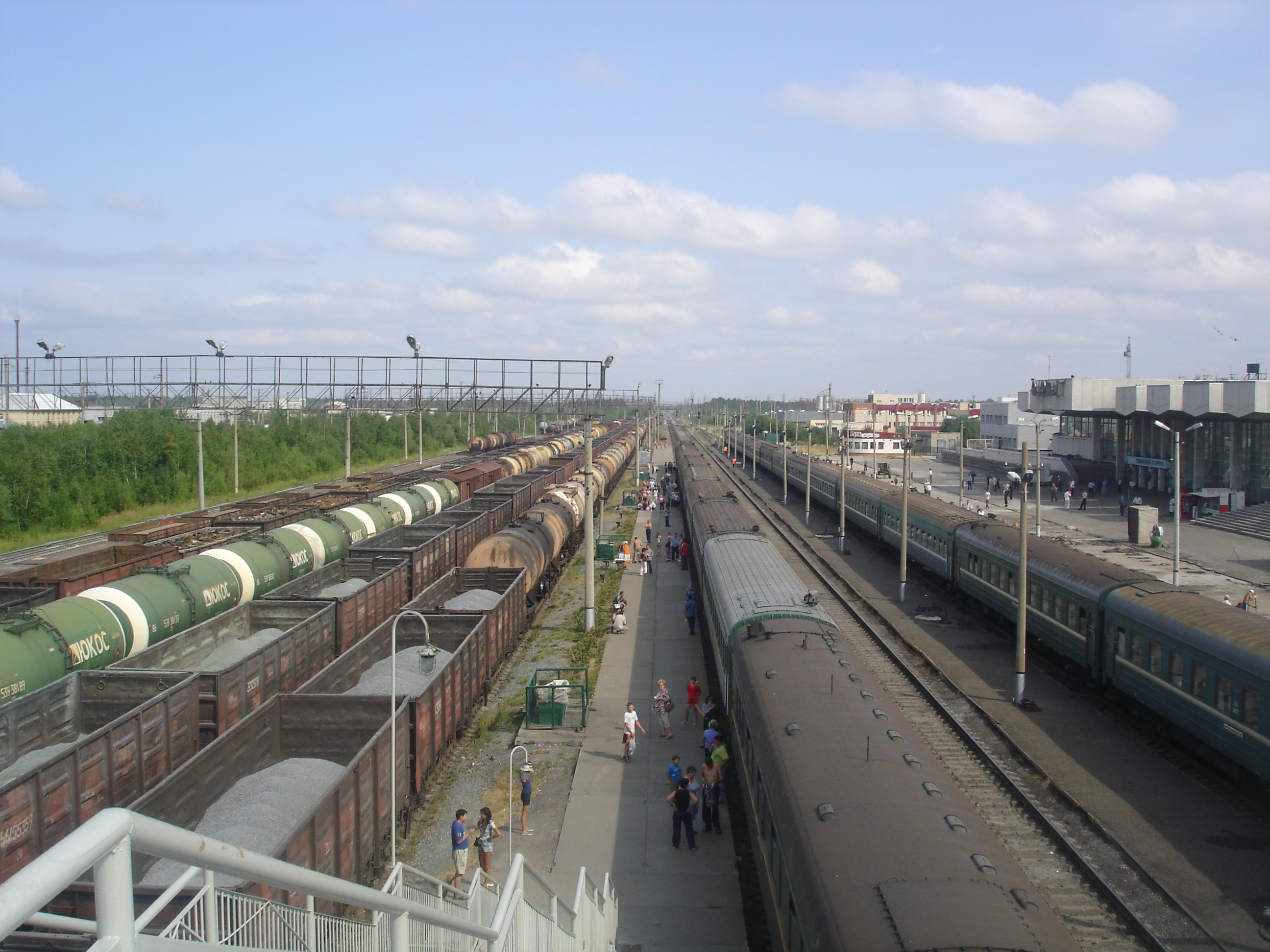
Szurgut pályaudvara

A körzet vasútvonalainak hossza csupán 1106 km. A vasúti fővonal délnyugat-északkeleti irányban, Tyumenyből Szurgutba és Nyizsnyevartovszkba, majd tovább a távoli északi földgázmezők felé vezet. A Tyumeny felőli vonalon azonban csak egy sínpár épült, a második sínpár kiépítése folyamatban van. Nyugaton az Alsó-Ob partját vasútvonal köti össze az Urál egyik iparvárosával, Ivgyellel. Tervezik új vasútvonal kiépítését észak-déli irányban az Északi- és a Sarkközeli-Urál lábánál, mely a Jamali Nyenyecföldön át vezetne csaknem az Ob torkolatáig.
A burkolt utak hossza 13 000 km. A körzetet az ország vérkeringéséhez kapcsoló legfontosabb országút szintén Tyumeny felé vezet. A közigazgatási központot, Hanti-Manszijszkot 1996 óta szintén autóút köti össze Tyumennyel, illetve az Ob-parti Szurguttal és Nyeftyejuganszkkal. Hanti-Manszijszknál 2004-ben épült híd az Irtis felett, mely az autonóm körzet nyugati vidékeivel teremtette meg az összeköttetést. Szurgut mellett, az 1975-ben épült vasúti híd közvetlen szomszédságában 2000-ben adták át a forgalomnak az Obon át vezető, több mint 2 km hosszú Jugrai hidat.
A légi közlekedés fejlett, tíz városban működik polgári repülőtér, közülük több nemzetközi státusú. Hanti-Manszijszkban 2002-ben készült el az új repülőtér, két évvel később ez is nemzetközi státust kapott. A távolabbi vidékekkel és olajkutakkal nagy helikopterflotta biztosítja a kapcsolatot.
A ritka vasúti hálózat, a kiterjedt mocsaras-lápos területek miatt kiemelkedő szerepe van a folyami teherszállításnak. Az élelmiszerek, gépek, építőanyagok nagy része a folyókon jut el rendeltetési helyére. A hajózható útvonalak hossza a körzetben összesen 5600 km, ebből 3700 km-nél több a kisebb mellékfolyókon. A két legfontosabb víziút az Ob és az Irtis: az Ob jelenti a vízi összeköttetést Nyugat-Szibéria nagyvárosaival, északon pedig a tengerrel; az Irtis biztosítja a kapcsolatot Tyumennyel. A hajózási időszak 6 hónapnál rövidebb.

## Környezetszennyezés és természetvédelem

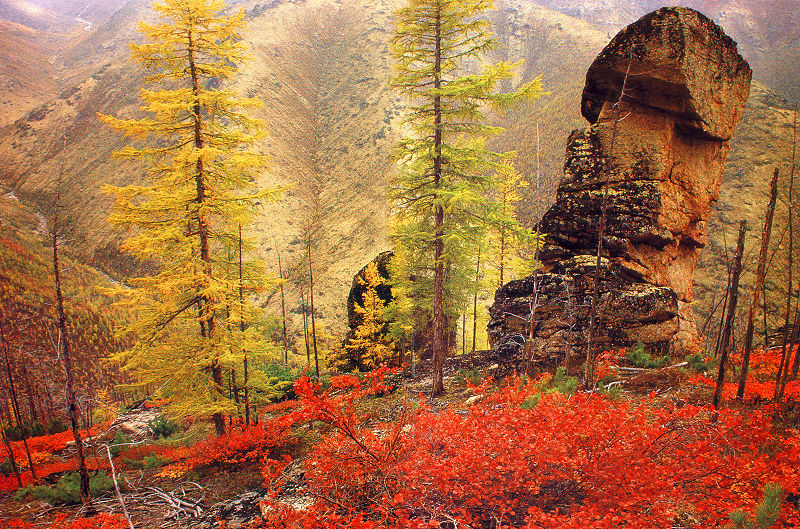
Táj az autonóm körzetben

Az évtizedek óta folytatott intenzív kőolaj-kitermelés a természeti rendszerben helyrehozhatatlan károkat okoz. A mélyfúrásokból és a kitermelésből származó szennyező anyagok folyókba engedése a vízi élővilág pusztulását eredményezi, ez történt például a Nagy-Jugan néhány mellékfolyójával. A legelők megszűnése az északi területeken a tradicionális rénszarvastartást veszélyezteti, az erdőirtás éghajlatváltozáshoz, a természeti egyensúly felborulásához vezethet, az őslakosság pedig egyre inkább kiszorul egykori lakhelyeiről.
A körzetben eddig két természetvédelmi területet (zapovednyik) és három tájvédelmi körzetet (zakaznyik) hoztak létre.
- Kis-Szoszva-folyó felső szakaszán, az Uráltól keletre, a Konda-Szoszva folyók vízválasztóján fekvő természetvédelmi területet 1976-ban 93 000 hektáron alakították ki, 1993-ban 225 000 ha-ra bővítették (Szovjetszkij- és Berjozovói járás).
  - Irányítása alá tartozik a Felső-Konda Tájvédelmi Körzet is (240 000 ha).
- A Jugan Természetvédelmi Terület a Nagy-Jugan vízgyűjtő területén, a Szurguti járásban fekszik (kb. 650 000 ha). Létrehozásakor, 1982-ben a járásnak ezen a részén iparnak még nyoma sem volt, 25 évvel később már a területet minden oldalról földgáz- és olajlelőhelyek veszik körül.
- A Vaszpuholszk Tájvédelmi Körzetet (Kondai- és Hanti-Manszijszki járás) az Irtis–Ob völgyétől nyugatra fekvő sík területen, zömmel a mocsaras tajga övezetben alakították ki 1993-ban.
- A Jelizarovói Tájvédelmi Körzet (76 600 ha) az Irtis torkolata alatt, az Ob és mellékágai mentén közel 60 km hosszan elnyúló, 27 km széles sávra terjed ki. Az Ob széles völgye végig a torkolatig a költözőmadarak egyik hagyományos útvonala, szigetein, apró ártéri tavain, holtágain sokféle vízimadár talál pihenést, menedéket.